# Fioti (futebolista)
João Batista Carlos Dias, mas conhecido como Fioti (Porto Feliz, 2 de novembro de 1935 - Votorantim, 22 de agosto de 1997) foi um futebolista brasileiro, que atuava como lateral-direito.

## Carreira
Começou como jogador amador do Manchester F.C. de Votorantim.
Passou depois a profissional do C.A. Votorantim e São Bento de Sorocaba.
Chegou ao Santos em 1956, e logo já conquistou seu primeiro título com a camisa Alvinegra, o Campeonato Paulista daquele ano. Estreou no empate em 2x2 com a Portuguesa em 23 de maio, em amistoso realizado no Estádio da Vila Belmiro.
Na temporada de 1957, foi o ano que mais atuou pelo clube, com 67 jogos.
Seu primo Otaviano teve como padrinho de batizado Pelé em 1959.
No total, atuou em 222 jogos pelo clube e marcou 4 gols, entre 1956 e 1962, onde nunca foi titular absoluto da equipe.
Ainda em 1962, também defendeu o EC Noroeste e, no ano seguinte, o Sport Club de Recife.
Morreu em Votorantim em 1997, vítima de diabetes, doença já havia feito com que perdesse a perna direita, amputada em 1996.

## Títulos
Santos
- Campeonato Paulista: 1956, 1958[9][10], 1960 e 1961
- Torneio Rio-São Paulo: 1959[11]
- Campeonato Brasileiro: 1961
- Copa Libertadores da América: 1962